# ヴァッテンフォール・サイクラシックス2013
ヴァッテンフォール・サイクラシックス2013は、ヴァッテンフォール・サイクラシックスの18回目のレース。2013年8月25日に行われた。

## 参加チーム
UCIプロチーム
| チーム名                         | 国籍           | コード |
| -------------------------------- | -------------- | ------ |
| AG2R・ラ・モンディアル           | フランス       | ALM    |
| アルゴス・シマノ                 | オランダ       | ARG    |
| アスタナ                         | カザフスタン   | AST    |
| ベルキン                         | オランダ       | BEL    |
| BMC・レーシングチーム            | アメリカ合衆国 | BMC    |
| キャノンデール                   | イタリア       | CAN    |
| エウスカルテル・エウスカディ     | スペイン       | EUS    |
| FDJ.fr                           | フランス       | FDJ    |
| ガーミン・シャープ               | アメリカ合衆国 | GRS    |
| カチューシャ                     | ロシア         | KAT    |
| ランプレ・メリダ                 | イタリア       | LAM    |
| ロット・ベリソル                 | ベルギー       | LTB    |
| モビスター・チーム               | スペイン       | MOV    |
| オリカ・グリーンエッジ           | オーストラリア | OGE    |
| オメガファーマ・クイックステップ | ベルギー       | OPQ    |
| レディオシャック・レオパード     | ルクセンブルク | RLT    |
| チーム・サクソ - ティンコフ      | デンマーク     | TST    |
| チームスカイ                     | イギリス       | SKY    |
| ヴァカンソレイユ・DCM            | オランダ       | VCD    |

招待チーム
- MTN - クベカ　（ 南アフリカ共和国、MTN）
- ネタップ・エンデュラ　（ ドイツ、TNE）

## 成績
- ハンブルクが発着点。245.9 km

| 順位 | 選手名                     | 国籍       | チーム                           | 時間          |
| ---- | -------------------------- | ---------- | -------------------------------- | ------------- |
| 1    | ヨーン・デーゲンコルプ     | ドイツ     | アルゴス・シマノ                 | 5時間45分16秒 |
| 2    | アンドレ・グライペル       | ドイツ     | ロット・ベリソル                 | 同            |
| 3    | アレクサンダー・クリストフ | ノルウェー | カチューシャ                     | +01秒         |
| 4    | ホセ・ホアキン・ロハス     | スペイン   | モビスター・チーム               | 同            |
| 5    | エリア・ヴィヴィアーニ     | イタリア   | キャノンデール                   | 同            |
| 6    | ボーイ・ファン・ポッペル   | オランダ   | ヴァカンソレイユ・DCM            | 同            |
| 7    | ニコラス・マース           | ベルギー   | オメガファーマ・クイックステップ | 同            |
| 8    | トル・フースホフト         | ノルウェー | BMC・レーシングチーム            | 同            |
| 9    | マティ・ブレシェル         | デンマーク | チーム・サクソ - ティンコフ      | 同            |
| 10   | アルノー・デマル           | フランス   | FDJ.fr                           | 同            |
| 62   | 宮澤崇史                   | 日本       | チーム・サクソ - ティンコフ      | +09秒         |